# Gare de Gramat
La gare de Gramat est une gare ferroviaire française, de la ligne de Brive-la-Gaillarde à Toulouse-Matabiau via Capdenac, située sur le territoire de la commune de Gramat, dans le département du Lot en région Occitanie.
Elle est mise en service en 1862 par la Compagnie du chemin de fer de Paris à Orléans (PO).
C'est une gare de la Société nationale des chemins de fer français (SNCF), desservie par des trains Intercités et TER Occitanie.

## Situation ferroviaire
Établie à 305 mètres d'altitude, la gare de Gramat est située au point kilométrique (PK) 201,910 de la ligne de Brive-la-Gaillarde à Toulouse-Matabiau via Capdenac, entre les gares ouvertes de Rocamadour - Padirac et d'Assier. Elle est séparée de cette dernière par la gare fermée de Flaujac.

## Histoire
La station de Gramat est mise en service le 10 novembre 1862 par la Compagnie du chemin de fer de Paris à Orléans (PO), lorsqu'elle ouvre à l'exploitation la section de Brive à Capdenac.
En 1896, la Compagnie du PO indique que la recette de la gare pour l'année entière est de 138 620 francs.
Le bâtiment voyageurs est remis en état en 1929.

### Fréquentation
En 2014, c'est une gare voyageurs d'intérêt local (catégorie C : moins de 100 000 voyageurs par an de 2010 à 2011), qui dispose de deux quais, un abri et une traversée de voie à niveau par le public (TVP).
En 2023, selon les estimations de la SNCF, la fréquentation annuelle de la gare s'élève à 24 194 voyageurs.

## Service des voyageurs

### Accueil
C'est une gare SNCF, elle dispose d'un bâtiment voyageurs, avec guichet, ouvert tous les jours.
Située sur une section à voie unique, c'est une gare d'évitement qui dispose d'une deuxième voie pour le croisement des trains. Un passage à niveau planchéié permet la traversée des voies et l'accès aux quais.

### Desserte
Gramat est une gare desservie par les trains Intercités de la ligne Paris - Toulouse ou Albi, branche Paris-Austerlitz - Rodez - Albi. C'est également une gare desservie par des trains TER Occitanie circulant entre Brive-la-Gaillarde et Rodez.

### Intermodalité
Un parking pour les véhicules y est aménagé. 
Elle est desservie par un aller-retour autocar TER avec Figeac le samedi.

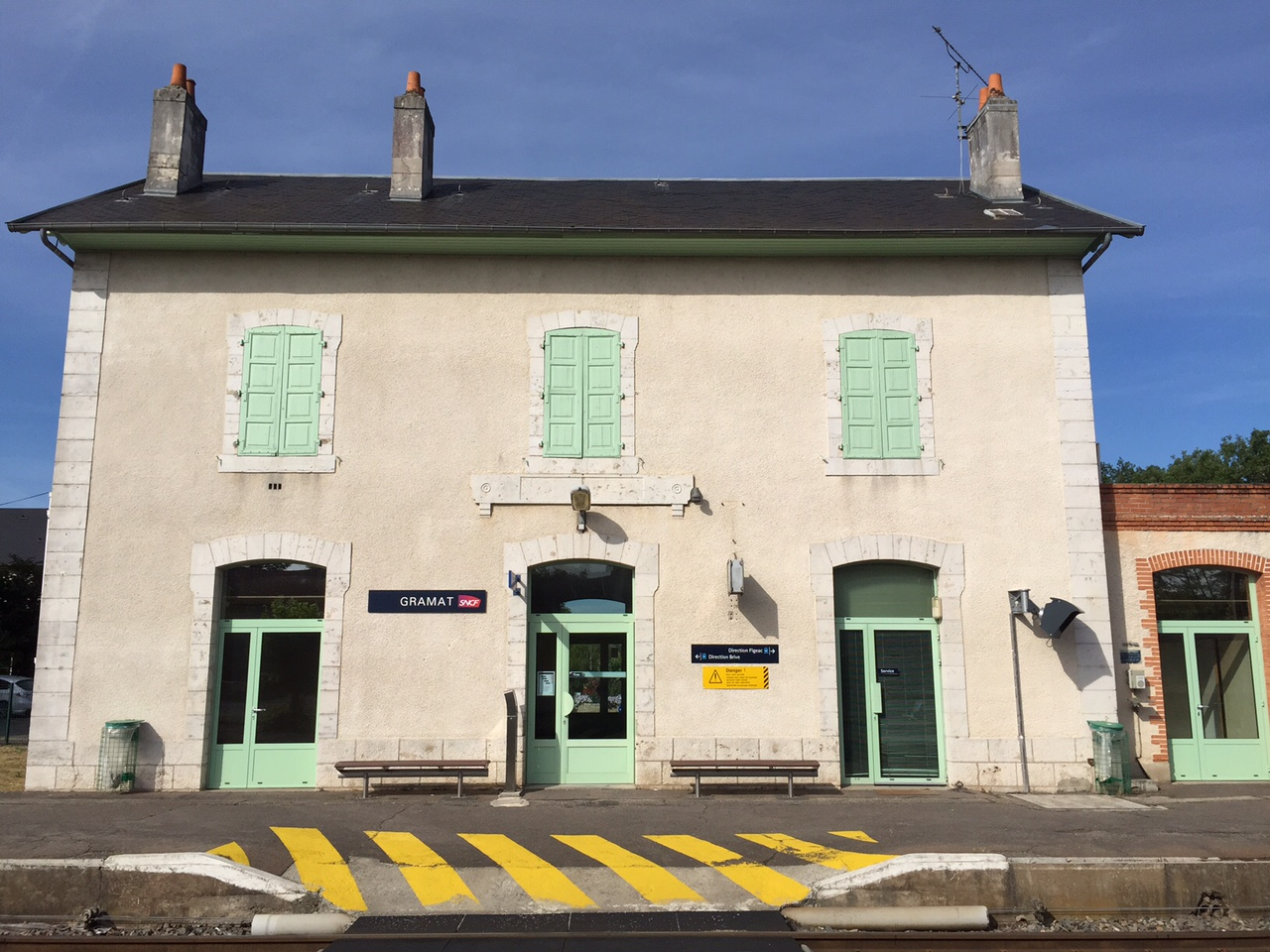
La gare de Gramat côté quai (direction Brive-la-Gaillarde)
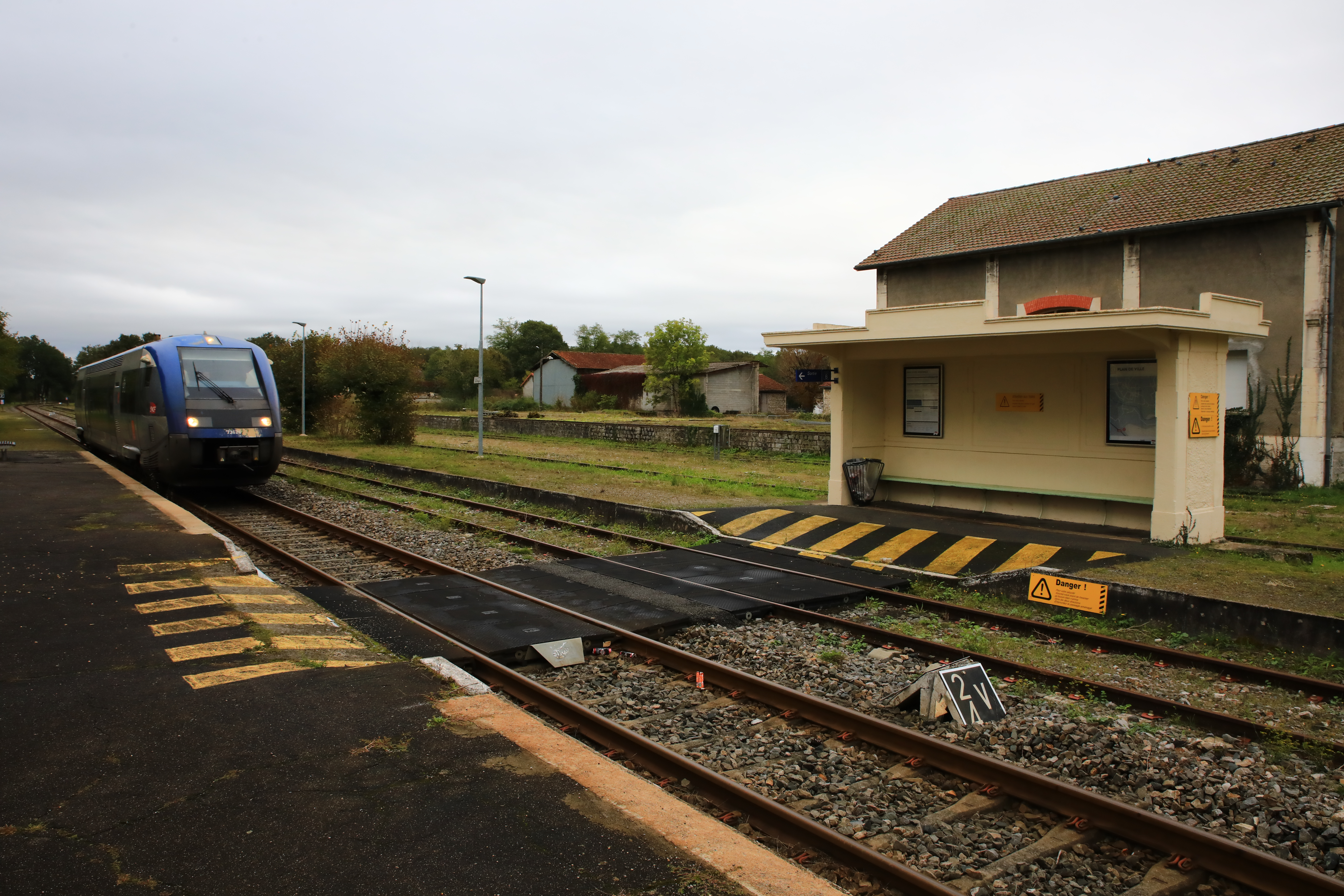
Les quais.
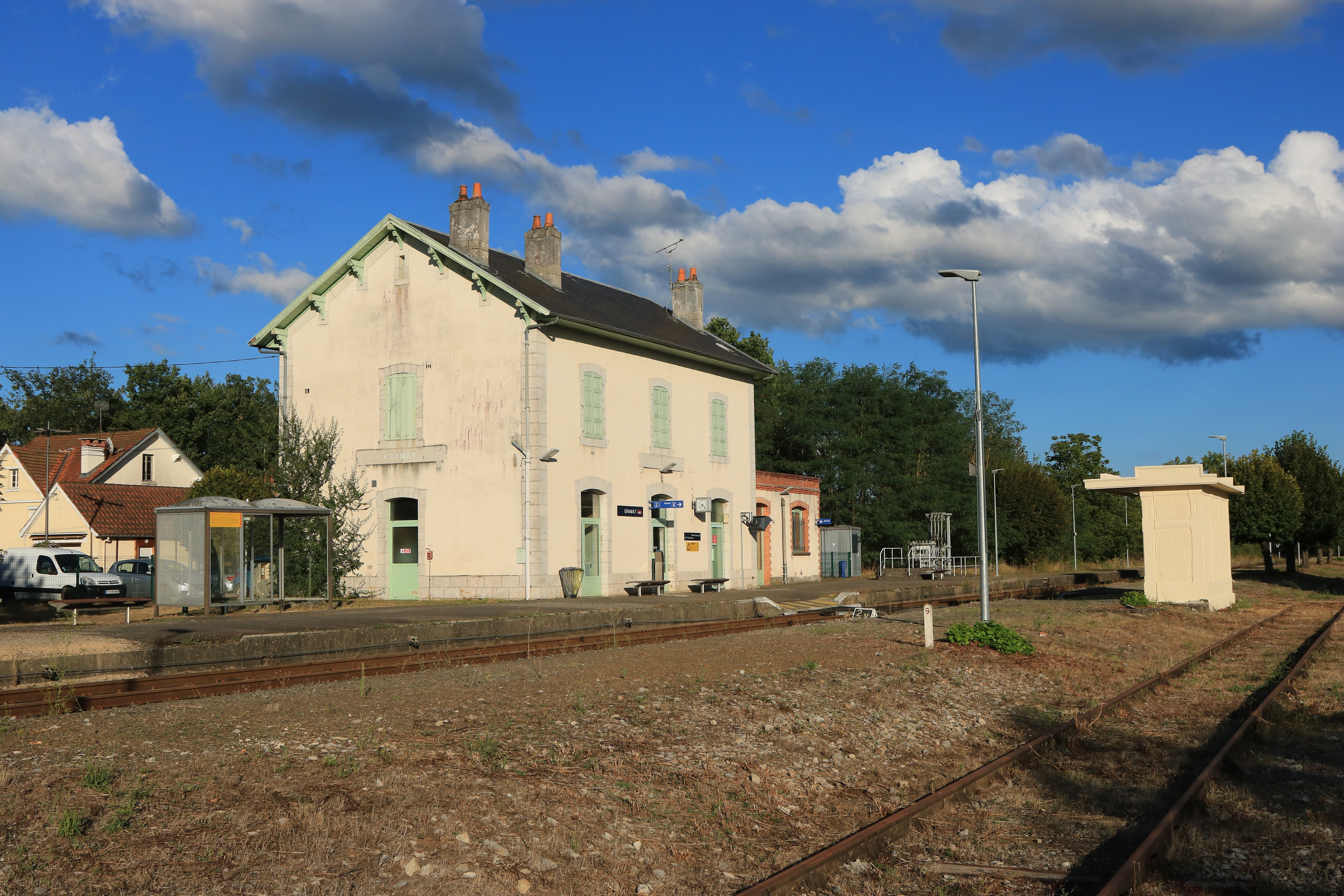
Vue générale en direction de Figeac.